# Olavo Costa
Olavo Costa (Barra do Piraí, 29 de janeiro de 1901 - Juiz de Fora, 1967), foi um político brasileiro.
Empresário na cidade de Juiz de Fora, Minas Gerais. Foi eleito prefeito desta cidade em 1950 e 1958, pelo Partido Social Democrático. Renunciou em 1962 para disputar vaga na Câmara dos Deputados. Foi também deputado federal entre 1955 e 1959.
Na política, era considerado populista e tinha ligações próximas com Juscelino Kubitschek, que exercia forte influência sobre o eleitorado mineiro, demarcando em eleições seu favoritismo político para disputa de prefeito de Juíz de Fora. Venceu em uma das disputadas o consagrado advogado Wandenkolk Moreira.